# Baryplegma pertusa
Baryplegma pertusa är en tvåvingeart som först beskrevs av Bates 1934.  Baryplegma pertusa ingår i släktet Baryplegma och familjen borrflugor. Inga underarter finns listade.